# Bruno Erdmann
Bruno Erdmann (* 9. Oktober 1915 in  Darmstadt; † 14. Januar 2003 ebenda) war ein deutscher Maler des Informel und der konkreten Malerei.

## Leben und Werk
Nach dem Studium an der Städelschule in Frankfurt am Main bei Johann Vincenz Cissarz, Karl Peter Röhl und Franz Karl Delavilla arbeitete Erdmann von 1943 bis 1944 als Theatermaler bei Max Fritzsche am Landestheater Darmstadt. Wegen einer Tuberkulose-Erkrankung war er vom Kriegseinsatz befreit. Erdmann kehrte 1951 von einem Kuraufenthalt in der Schweiz nach Darmstadt zurück und lebte dort ab 1955 als freier Künstler, trat 1956 der Neuen Darmstädter Sezession bei.

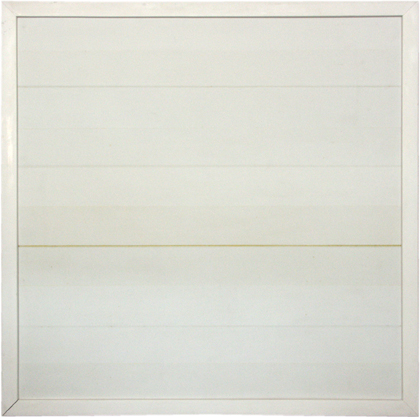
Bruno Erdmann: „Ohne Titel“, Acryl auf Hartfaser, 100 × 100 cm, datiert 1973, Darmstadt, Städtische Kunstsammlung/Institut Mathildenhöhe

Erdmanns Werk ist in verschiedene Phasen zu gliedern, die sehr klar voneinander geschieden sind:
- Stadtlandschaften (vor allem Paris), 1956–1958
- Informelle Gemälde mit einer „konstruktiven“ Gruppe (1958–1960) und einer „gestischen Gruppe“ mit „Nacht“-Bildern (1960–1964)
- gestisch-abstrakte Aquarelle und Aquarell-Collagen, 1964–1966
- Collagen auf Japanpapier, 1967–1973, zunächst gestisch-abstrakt, dann geometrisch-konstruktiv

Ab 1973 beginnt Erdmann wieder zu malen, er bevorzugt nun Acrylfarben und verfestigt die geometrischen Formen der letzten Japanpapier-Collagen zu rechteckigen Schichtungen. Seit Ende der 1970er Jahre erforscht er in Rechteckkompositionen sowie horizontalen (und wenigen vertikalen) Schichtungen in farblicher Reduktion Themen wie Fläche und Raum, Rahmung und Gerahmtes, Licht und Stille.
1981 erhält Erdmann den Villa-Romana-Preis, der ihm einen zehnmonatigen Aufenthalt in Florenz ermöglicht. Dort beeindrucken ihn besonders die Werke von Antonio Calderara.

## Auszeichnungen
- Villa-Romana-Preis, 1981
- Johann-Heinrich-Merck-Ehrung, 1986
- Kunstpreis der Stadt Darmstadt, 1994, verbunden mit einer großen Retrospektive auf der Mathildenhöhe 1998

## Werke in öffentlichen Sammlungen
Werke von Bruno Erdmann besitzen u. a. folgende öffentliche Sammlungen:
- Hessisches Landesmuseum Darmstadt
- Städtische Kunstsammlung/Mathildenhöhe, Darmstadt
- Museum Wiesbaden
- Museum Pfalzgalerie Kaiserslautern
- Stadt Zürich
- Museum für konkrete Kunst, Ingolstadt